# Clytoderus
Clytoderus is een kevergeslacht uit de familie van de boktorren (Cerambycidae). De wetenschappelijke naam van het geslacht werd voor het eerst geldig gepubliceerd in 1935 door Linsley.

## Soorten
Clytoderus is monotypisch en omvat slechts de volgende soort:
- Clytoderus pygmaeus Linsley, 1935